# São Vicente (Brazília)
São Vicente város Brazíliában, São Paulo államban. Lakosainak száma 329 911 fő (2022). São Vicente Cubatão, São Paulo, Praia Grande, Mongaguá, Santos, Itanhaém és São Bernardo do Campo községekkel határos.

## Népesség
A település népességének változása:
| Lakosok száma | 303 551 | 323 599 | 332 445 | 355 542 | 368 355 | 370 839 | 329 911 |
|               | 2000    | 2007    | 2010    | 2015    | 2020    | 2021    | 2022    |